# Grubenunglück von Gresford

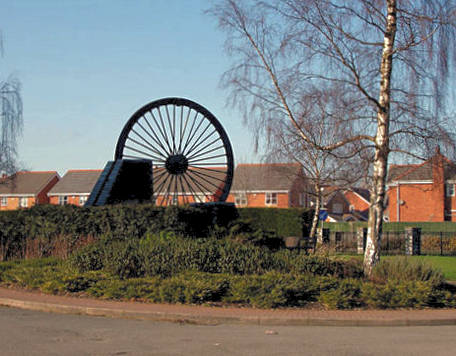
Seilscheibe des Förderturms der Grube als Denkmal der Katastrophe

Das Grubenunglück von Gresford (englisch Gresford disaster) ereignete sich am 22. September 1934 in einem Kohlebergwerk in Gresford im Wrexham County Borough. Das Grubenunglück gilt als eines der schlimmsten in der britischen Bergbaugeschichte. Es kamen 261 Bergarbeiter ums Leben; nur sechs überlebten. Gresford ist ein Dorf im Norden von Wales in unmittelbarer Nähe der Stadt Wrexham.

## Der Tag des Unglücks
Am Samstag, dem 22. September, sollte ein Fußballspiel zwischen dem Wrexham AFC und den Tranmere Rovers stattfinden. Um das Spiel sehen zu können und dafür frei zu haben, meldeten sich viele Bergleute für die Nachtschicht am Freitagabend an. Gegen 2 Uhr nachts gab es in der Grube eine Schlagwetterexplosion in der Nähe des Dennis genannten Schachtes und in der Folge einen Grubenbrand. Die Arbeiter in unmittelbarer Nähe der Explosion waren sofort tot, die anderen starben an Kohlenmonoxidvergiftung.

## Folgeereignisse und Untersuchung
Am folgenden Morgen fuhren Bergungsteams in das Bergwerk ein und bargen sieben Tote. Drei Helfer starben an Kohlenmonoxidvergiftung. Drei Tage später wurde über Tage eine weitere Person von herumfliegenden Trümmern getötet, als eine weitere Schlagwetterexplosion die Abdeckung des versiegelten Schachts beschädigte. Noch Wochen später bekamen die Angehörigen der Bergleute keine Informationen über deren Verbleib. Von März bis Mai 1935 drang ein Bergungsteam bis zum Gebiet des Dennis-Schachts vor, ein Vorstoß bis zu den Opfern der Katastrophe unterblieb wegen Sicherheitsbedenken. Im Sommer 1935 kamen Pläne auf, den Kohleabbau in der Mine wieder aufzunehmen. Das führte zu einer von 319 Bürgern unterzeichneten Petition, zunächst alle Leichen zu bergen.
Die Löhne der Getöteten wurden den Angehörigen nur bis zum Zeitpunkt der Explosion gezahlt, was der halben Schicht entsprach. Es gab keine Abfindungen. Mehr als 1000 Bergleute mussten sich als arbeitslos registrieren. Über 580.000 Pfund an Spenden flossen in einen Unterstützungsfonds. Das gesammelte Geld wurde „für Männer und Frauen der unteren Klassen als zu hoch angesehen“. Im Januar 1937 veröffentlichte der mit der Aufklärung der Unglücksumstände beauftragte Bergwerksinspekteur Sir Henry Walker seinen Bericht. Dieser war so vage formuliert, dass sich die Bergarbeiterfamilien betrogen fühlten und unterstellten, dass der vermeintlich Unabhängige auf der Seite der Grubenunternehmer stand. Im November 1938 schloss die Gerichtsmedizin nach der Untersuchung von getöteten Bergarbeitern den Fall mit der Feststellung, dass die Ursache der Explosion nicht festgestellt werden konnte.

## DieGresford Colliery
Die Kohlengrube Gresford Colliery mit zwei Schächten mit einer Teufe von rund 690 Metern nahm 1911 ihren Betrieb auf. Betreiber war die Westminster and United Collieries Group. Der Dennis-Schacht war nach der Ehefrau des Unternehmensleiters und Miteigentümers Henry Dyke Dennis benannt.
Ungeachtet der noch laufenden Untersuchung wurde das Bergwerk im Januar 1936 wieder in Betrieb genommen. Der Schacht Dennis mit den Leichen der Bergleute blieb versiegelt. Das Bergwerk schloss 1973.

## Gedenken

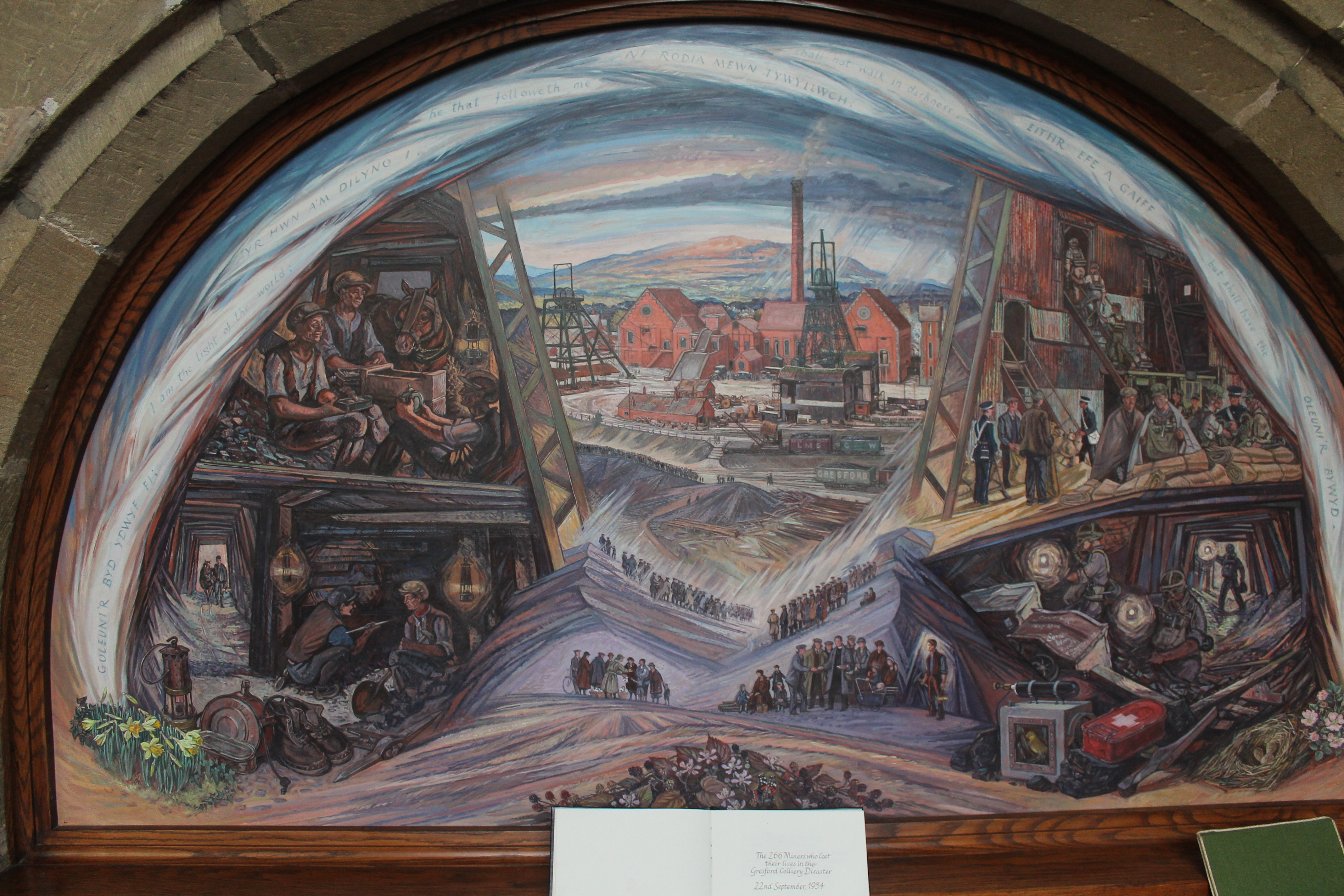
Gemälde in der Kirche von Gresford zur Erinnerung an das Unglück mit dem Gedenkbuch der Toten

In der All Saints’ Church in Gresford erinnern ein Gedenkbuch und ein Gemälde an die Katastrophe und ihre Opfer. Im Jahr 1982 errichtete die Gemeinde ein Denkmal, das aus der Seilscheibe des Förderturms besteht, mit dem die verunglückten Bergleute in ihren Schacht gefahren waren. Eingeweiht wurde es von Prinz Charles und Prinzessin Diana. Es erinnert an 266 Opfer, da am 14. Oktober 1934 noch der 22-jährige Frederick Strange im Krankenhaus starb. Die Zeitung schrieb, sein Tod sei „durch den Schock beschleunigt worden, als er die Nachricht vom Tod seines Bruders erhielt“, der bei der Katastrophe ums Leben gekommen war.